# Хорошие старые парни
«Хорошие старые парни» (другое название: «Лихие ковбои»; англ. The Good Old Boys) — телевизионный фильм режиссёра Томми Ли Джонса по книге Элмера Келтона.

## Сюжет
Действие фильма происходит в начале двадцатого века. Старый техасский ковбой Хьюи Кэллоуэй спешит на помощь брату, у которого хотят отобрать принадлежащую ему ферму.
У Хьюи невероятно обострено чувство справедливости, он противится сложившимся порядкам нового века с его «достижениями цивилизации». Он никогда не задумывался «осесть» на одном месте, завести семью.
Но в одно мгновенье все меняется, «хорошему старому парню» Хьюи приходится делать выбор, принимать самое главное решение в своей жизни…

## В ролях
| Актёр              | Роль            |
| ------------------ | --------------- |
| Томми Ли Джонс     | Хьюи Кэллоуэй   |
| Терри Кинни        | Уолтер Кэллоуэй |
| Фрэнсис Макдорманд | Ив Кэллоуэй     |
| Сэм Шепард         | Тарнелл         |
| Сисси Спейсек      | Spring Renfro   |
| Уилфорд Бримли     | C.C. Tarpley    |
| Уолтер Олкевич     | Фат Гэрвин      |
| Мэтт Деймон        | Коттон Кэллоуэй |
| Брюс Макгилл       | Маршалл города  |